# Phill Niblock
Phillip Earl „Phill“ Niblock (* 2. Oktober 1933 in Anderson, Indiana; † 8. Januar 2024 in New York City, New York) war ein US-amerikanischer Multi-Media-Künstler und Komponist. Er gehörte „zu den wichtigsten Vertretern der amerikanischen Avantgarde.“

## Leben und Wirken
Niblock war der einzige Sohn des Ingenieurs Herbert Niblock und dessen Frau Thelma (geborene Smith), einer Hausfrau. Er erwarb einen Abschluss in Wirtschaftswissenschaften an der Indiana University und diente kurzzeitig bei der US Army, bevor er 1958 nach New York City zog, wo er sich der Fotografie und dem Film zuwandte. In den frühen 1960er Jahren porträtierte er viele führende Persönlichkeiten der New Yorker Jazz- und Avantgarde-Kunstszene, von Duke Ellington und Sun Ra bis hin zu John Cage und Yoko Ono. Inspiriert von Morton Feldmans Stücken, die extrem langatmige Noten enthielten, sowie von anderer Musik, begann er selbst Musik zu machen und wurde Teil der Szene um die Sonic Arts Union (Gordon Mumma, Alvin Lucier und andere).
Niblock produzierte elektronische Musik, aber auch experimentelle Filme und Videos. Mit Tonbandgeräten und ab 1985 mit dem Computer entwickelte er eine akusmatische Klangsprache. Diese ist von scheinbar endlos langen, stehenden Tönen mit nur minimalen, fast unmerklichen Variationen und Höhenänderungen geprägt. Ausgangsbasis sind meist einzelne, absolute Töne. Mit der Mehrspurtechnik schichtete Niblock selbst realisierte Aufnahmen akustischer Instrumente, gegeneinander umgestimmt, vielfach übereinander und formte so massive Strukturen; es wird auch von einer Drone-Musik gesprochen. „Kaskaden mikrotonaler, dicht ineinander verwobener Soundcluster setzen ein Hörerlebnis in Zeitlupentempo frei,“ da bei genauerem Hinhören eine Faszination durch den „Reichtum an Obertönen und Schwebungen, an wuselnden und schillernden Klängen“ entsteht.
Ab 1973 leitete Niblock die nichtkommerzielle Organisation Experimental Intermedia, die Konzerte und Kunstveranstaltungen in seinem Loft in der Centre Street in New York City, aber auch in Gent veranstaltete. Die meisten seiner Alben sind auf den Labels XI und Touch herausgekommen. Mit Petr Kotík realisierte er Werke für Orchester; weiterhin arbeitete er mit Susan Stenger, Reinhold Friedl oder Thomas Ankersmit.
Zudem war Niblock weiterhin als Fotograf und Filmemacher tätig; er montierte Videos zu seiner Musik. 2014 zeichnete ihn die New Yorker Foundation for Contemporary Arts mit ihrem John Cage Award aus.
Niblock starb am 8. Januar 2024 im Alter von 90 Jahren in einem Krankenhaus im New Yorker Stadtteil Manhattan an den Folgen eines Leberversagens.